# Списък на астронавти от САЩ, участници в космически полети
Азбучен списък на космонавти, астронавти и тайконавти – участници в космически полети.
| Съдържание A Б В Г Д Е Ж З И Й К Л М Н О П Р С Т У Ф Х Ц Ч Ш Ъ Ю Я |

## А
1. Адамсън, Джеймс Крейг (Adamson James Craig)
2. Айвънс, Марша Сю (Ivins Marsha Sue)
3. Айзъл, Дон Фултън (Eisele Donn Fulton)
4. Акаба, Джоузеф Майкъл (Acaba Joseph Michael)
5. Актън, Лорън Уилбер (Acton Loren Wilber)
6. Алън, Джоузеф Пърсивал (Allen Joseph Percival)
7. Алън, Ендрю Майкъл (Allen Andrew Michael)
8. Андерс, Уилям Алисон (Anders William Alison)
9. Андерсън, Клейтън Конрад (Anderson Clayton Conrad)
10. Андерсън, Майкъл Филип (Anderson Michael Phillip)
11. Ансари, Ануше (Ansari Anousheh)
12. Антонели, Доминик Антъни (Antonelli Dominic Anthony)
13. Апт, Джером (Apt III Jerome)
14. Армстронг, Нийл Олден (Armstrong Neil Alden)
15. Арнолд, Ричард Робърт (Arnold Richard Robert)
16. Аршамбо, Ли Джозеф (Archambault Lee Joseph)
17. Ашби, Джефри Ширс (Ashby Jeffrey Shears)

## Б
1. Баки, Джей Кларк (Buckey Jay Clarck)
2. Бакли, Джеймс Фредерик (Buchli James Frederick)
3. Барат, Майкъл Рид (Barratt Michael Reed)
4. Бари, Даниел Томас (Barry Daniel Thomas)
5. Бартоу, Джон-Дейвид (Bartoe John-David)
6. Бауерсокс, Кенет Дуейн (Bowersox Kenneth Dwane)
7. Бейгиан, Джеймс Филип (Bagian James Phillipp)
8. Бейкър, Майкъл Алън (Baker Michael Allen)
9. Бейкър, Елен Шулман (Baker Ellen Shulman)
10. Бенкън, Робърт Луис (Behnken Robert Louis)
11. Бърбенк, Даниел Кристофер (Burbank Daniel Christopher)
12. Бийн, Алън ЛаВерн (Bean Alan LaVern)
13. Блаха, Джон Елмър (Blaha John Elmer)
14. Блумфийлд, Майкъл Джон (Bloomfield Michael John)
15. Блъфорд, Гуйон Стюарт (Bluford Guion Stewart Jr.)
16. Бобко, Керъл Джозеф (Bobko Karol Joseph)
17. Болдън, Чарлс Франк (Bolden Charles Frank Jr.)
18. Борман, Франк (Borman Frank)
19. Боу, Ерик Алън (Boe Eric Allen)
20. Боуен, Стивън Джерард (Bowen Stephen Gerard)
21. Бранд, Ванс ДеВоу (Brand Vance DeVoe)
22. Бранденщайн, Даниел Чарлз (Brandenstein Daniel Charles)
23. Браун, Дейвид МакДауел (Brown David McDowell)
24. Браун, Къртис Лий (Brown Curtis Lee, Jr.)
25. Браун, Марк Нийл (Brown Mark Neil)
26. Брезник, Рандолф Джеймс (Bresnik Randolf James)
27. Бриджес, Рой Данбард (Bridges Roy Dunbard Jr.)
28. Брейди, Чарлс Елдън (Brady Charles Eldon Jr.)
29. Бурш, Даниел Уилер (Bursch Daniel Wheeler)

## В
1. Ван ден Берг, Лудвиг (van den Berg Lodewijk)
2. Ван Хофтен, Джеймс Дъгал Адрианус (van Hoften James Dougal Adrianus)
3. Виртс, Тери Уейн (Virts Terry Wayne)
4. Вич, Чарлс Лейзи (Veach Charles Lacy)
5. Вос, Джеймс Шелтън (Voss James Shelton)
6. Вос, Джанис Илейн (Voss Janice Elaine)

## Г
1. Гаран, Роналд Джон (Garan Ronald John)
2. Гарднър, Гай Спенсър (Gardner Guy Spencer)
3. Гарднър, Дейл Алън (Gardner Dale Allanr)
4. Гарн, Едуин Джейкъб (Garn Edwin Jacob)
5. Гимар, Чарлс Доналд (Gemar Charles Donald)
6. Гернхард, Майкъл Линдон (Gernhardt Michael Landon)
7. Гибсън, Робърт Ли (Gibson Robert Lee)
8. Гибсън, Едуард Джордж (Gibson Edward George)
9. Глен, Джон Хершел-мл. (Glenn John Hercshel, Jr.)
10. Годуин, Линда Максин (Godwin Linda Maxine)
11. Гордън, Ричард Френсис (Gordon Richard Francis)
12. Гори, Доминик Ли Падуил (Gorie Dominic Lee Pudwill)
13. Грунсфелд, Джон Мейс (Grunsfeld John Mace)
14. Грегори, Уилям Джордж (Gregory Wiilliam George)
15. Грегори, Фредерик Дрю (Gregory Frederick Drew)
16. Грейб, Роналд Джон (Grabe Ronald John)
17. Григс, Стенли Дейвид (Griggs Stanley David)
18. Грисъм, Върджил Айвън (Grissom Virgil Ivan)
19. Гуд, Майкъл Тимоти (Good Michael Timothy)
20. Гутиерес, Сидни МакНийл (Gutierrez Sidney McNeil)
21. Гериът, Оуен Кей (Garriott Owen Kay)
22. Гериът, Ричард Алън (Garriott Richard Allen)
23. Гафни, Френсис Ендрю (Gaffney Francis Andrew)

## Д
1. Дънбар, Бони Джейн (Dunbar Bonnie Jeanne)
2. Дуренс, Самуел Торнтън (Durrance Samuel Thornton)
3. Дътън, Джеймс Патрик (Dutton James Patrick)
4. Дъфи, Браян (Duffy Brian)
5. Дейвис, Нанси Джен (Davis Nancy Jan)
6. Делукас, Лоурънс Джеймс (DeLucas Lawrence James)
7. Джарвис, Грегъри Брус (Jarvis Gregory Bruce)
8. Джемисън, Мей Керъл (Jemison Mae Carol)
9. Джерниган, Тамара Елизабет (Jernigan Tamara Elizabeth)
10. Джет, Брент Уорд (Jett Brent Ward, Jr.)
11. Джонсън, Грегори Карл (Johnson Gregory Carl)
12. Джонсън, Грегори Харолд (Johnson Gregory Harold)
13. Джоунс, Томас Дейвид (Jones Thomas David)
14. Дрю, Бенджамин Елвин (Drew Benjamin Alvin)
15. Дюк, Чарлс Мос (Duke Charles Moss Jr.)

## Е
1. Еванс, Роналд Елвин (Evans Ronald Ellwin)
2. Едуардс, Джо Франк (Edwards Joe Frank, Jr.)
3. Ейкърс, Томас Дейл (Akers Thomas Dale)
4. Енгъл, Джоузеф Хенри (Engle Joseph Henry)
5. Ернандес, Хосе Морено (Hernandez Jose Moreno)

## З
1. Замка, Джордж Дейвид (Zamka George David)

## И
1. Инглънд, Антъни Уейн (England Anthony Wayne)

## Й
1. Йънг, Джон Уотс (Young John Watts)

## К
1. Кабана, Робърт Дейвид (Cabana Robert David)
2. Каванди, Джанет Линн (Kavandi Janet Lynn)
3. Кълбъртсън, Франк Лий (Culbertson Frank Lee)
4. Камарда, Чарлс Джоузеф (Camarda Charles Joseph)
5. Камерън, Кенет Доналд (Cameron Kenneth Donald)
6. Кънингам, Рони Уолтър (Cunningham Ronnie Walter)
7. Карпентър, Малколм Скот (Carpenter Malcolm Scott)
8. Кар, Джералд Пол (Carr Gerald Paul)
9. Картър, Менли Ланиер (Carter Manly Lanier)
10. Каспър, Джон Хауард (Casper John Howard)
11. Кели, Джеймс МакНил (Kelly James McNeal)
12. Кели, Марк Едуард (Kelly Mark Edward)
13. Кели, Скот Джозеф (Kelly Scott Joseph)
14. Къруин, Джоузеф Питър (Kerwin Joseph Peter)
15. Кюри, Нанси Джейн (Currie Nancy Jane)
16. Кърбийм, Робърт Ли (Curbeam Robert Lee, Jr.)
17. Кимбро, Робърт Шейн (Kimbrough Robert Shane)
18. Кларк, Лоръл Блеър Солтън (Clark Laurel Blair Salton)
19. Клийв, Мери Луиз (Cleave Mary Louise)
20. Клифорд, Майкъл Ричард Юръм (Clifford Michael Richard Uram)
21. Кокрил, Кенет Дейл (Cockrell Kenneth Dale)
22. Колдуел, Трейси Елен (Caldwell Tracy Ellen)
23. Колинс, Айлин Мери (Collins Eileen Marie)
24. Колинс, Майкъл (Michael Collins)
25. Конрад, Чарлс Питър (Conrad Charles Peter Jr.)
26. Копра, Тимъти Ленарт (Kopra Timothy Lennart)
27. Коуви, Ричард Осуалд (Covey Richard Oswald)
28. Кулмън, Катрин Грейс (Coleman Catherine Grace)
29. Коутс, Майкъл Лойд (Coats Michael Lloyd)
30. Крайтън, Джон Оливер (Creighton John Oliver)
31. Крауч, Роджър Кит (Crouch Roger Keith)
32. Крегел, Кевин Ричард (Kregel Kevin Richard)
33. Криймер, Тимъти Джон (Creamer Timothy John)
34. Крипън, Робърт Лорел (Crippen Robert Laurel)
35. Купър, Лерой Гордън (Cooper Leroy Gordon)
36. Кери, Дуейн Джин (Carey Duane Gene)
37. Касиди, Кристофър Джон (Cassidy Christopher John)

## Л
1. Лав, Стенли Глен (Love Stanley Glen)
2. Лаундж, Джон Майкъл (Lounge John Michael)
3. Лузма, Джек Роберт (Lousma Jack Robert)
4. Леноар, Уилям Бенджамин (Lenoir William Benjamin)
5. Лесли, Фредерик Уелдън (Leslie Frederick Weldon)
6. Ли, Марк Чарлс (Lee Mark Charles)
7. Линд, Дон Лесли (Lind Don Leslie)
8. Линдгрен, Кейл Норууд (Lindgren Kjell Norwood)
9. Линдзи, Стивън Уейн (Lindsey Steven Wayne)
10. Лененджър, Джери Майкъл (Linenger Jerry Michael)
11. Линехан, Ричард Майкъл (Linnehan Richard Michael)
12. Линтерис, Грегъри Томас (Linteris Gregory Thomas)
13. Листма, Дейвид Корнел (Leestma David Cornell)
14. Лихтенберг, Байрън Курт (Lichtenberg Byron Kurt)
15. Ловел, Джеймс Артур (Lovell James Arthur)
16. Локхарт, Пол Скот (Lockhart Paul Scott)
17. Лоу, Джордж Дейвид (Low George David)
18. Лоурънс, Уенди Бериен (Lawrence Wendy Berrien)
19. Лопес-Алегриа, Майкъл Еладио (Lopez-Alegria Michael Eladio)
20. Лу, Едуард Цзан (Lu Edward Tsang)
21. Лусид, Шанън Матилда Уелс (Lucid Shannon Matilda (Wells)

## М
1. Магнус, Сандра Хол (Magnus Sandra Hall)
2. Макартър, Катрин Меган (McArthur Katherine Megan)
3. Макартър, Уилям Серлс (McArthur William Surles, Jr.)
4. Макбрайд, Джон Ендрю (McBride Jon Andrew)
5. Маколиф, Шарън Криста (Sharon Christa McAuliffe)
6. Макдивит, Джеймс Олтон (McDivitt James Alton)
7. Маккъли, Майкъл Джеймс (McCulley Michael James)
8. Маккендлес, Брюс (McCandless Bruce)
9. Маккул, Уилям Камерън (McCool William Cameron)
10. Макмонагъл, Доналд Рей (McMonagle Donald Ray)
11. Макниър, Роналд Ервин (McNair Ronald Erwin)
12. Малън, Ричард Майкъл (Mullane Richard Michael)
13. Маршбърн, Томас Хенри (Marshburn Thomas Henry)
14. Мъсгрейв, Франклин Стори (Musgrave Franklin Story)
15. Масимино, Майкъл Джеймс (Massimino Michael James)
16. Мастрачио, Ричард Алън (Mastracchio Richard Alan)
17. Матингли, Томас Кенет (Mattingly Thomas Kenneth)
18. Мелвин, Леланд Девон (Melvin Leland Devon)
19. Мелник, Брюс Едуард (Melnick Bruce Edwrd)
20. Мелрой, Памела Ан (Melroy Pamela Ann)
21. Меткалф-Линденбургер, Дороти Мари (Metcalf-Lindenburger Dorothy Marie)
22. Мийд, Карл Джоузеф (Meade Carl Joseph)
23. Митчъл, Едгар Дин (Mitchell Edgar Dean)
24. Морган, Барбара Рединг (Morgan Barbara Radding)
25. Морин, Ли Милър Емил (Morin Lee Miller Emile)

## Н
1. Найберг, Карън Луджин (Nyberg Karen Lujean)
2. Нейгел, Стивън Рей (Nagel Steven Ray)
3. Нелсън, Джордж Драйвер (Nelson George Driver)
4. Нелсън, Кларънс Уилям (Nelson Clarence William)
5. Новак, Лайза Мария (Nowak Lisa Maria)
6. Нориега, Карлос Исмаел (Noriega Carlos Ismael)
7. Нюман, Джеймс Хансен (Newman James Hansen)

## О
1. О'Конър, Браян Даниел (O`Connor Bryan Daniel)
2. Овърмайер, Робърт Франклин (Overmyer Robert Franklin)
3. Олдрин, Едуин Юджин (Aldrin Edwin Eugene Jr.)
4. Оливас, Джон Даниел (Olivas John Daniel)
5. Олсен, Грегъри Хемонд (Olsen Gregory Hammond)
6. Олтман, Скот Дъглас (Altman Scott Douglas)
7. Онизука, Елисън Шоджи (Onizuka Ellison Shoji)
8. Осуалд, Стивън Скот (Oswald Stephen Scott)
9. Офелейн, Уилям Антони (Oefelein William Anthony)
10. Очоа, Елен (Ochoa Ellen)

## П
1. Павелчук, Джеймс Антъни (Pawelczyk James Anthony)
2. Паразински, Скот Едуард (Parazynski Scott Edward)
3. Паризи, Роналд Антъни (Parise Ronald Anthony)
4. Паркър, Робърт Алан Ридли (Parker Robert Allan Ridly)
5. Патрик, Никълас Джеймс Макдоналд (Patrick Nicholas James MacDonald)
6. Пейлс, Уилям Артур (Pailes William Arthur)
7. Пейтън, Гари Юджийн (Payton Gary Eugene)
8. Петит, Доналд Рой (Pettit Donald Roy)
9. Питърсън, Доналд Херод (Peterson Donald Herod)
10. Пойндекстър, Алън Годуин (Poindexter Alan Goodwin)
11. Полански, Марк Луис (Polansky Mark Lewis)
12. Поуг, Уилям Рийд (Pogue William Reid)
13. Прекърт, Чарлс Джоузеф (Precourt Charles Joseph)

## Р
1. Райд, Сали Кристен (Ride Sally Kristen)
2. Райсмън, Гарет Ерин (Reisman Garrett Erin)
3. Райли, Джеймс Френсис (Reilly James Francis)
4. Райтлер, Кенет Стенли (Reightler Kenneth Stanley Jr.)
5. Рънко, Марио (Runko Mario Jr.)
6. Реди, Уилям Френсис (Readdy William Francis)
7. Резник, Джудит Арлийн (Resnik Judith Arlene)
8. Ричардс, Пол Уилям (Richards Paul William)
9. Ричардс, Ричард Ноел (Richards Richard Noel)
10. Робинсън, Стивън Керн (Robinson Stephen Kern)
11. Роминджър, Кент Върнън (Rominger Kent Vernon)
12. Рос, Джери Лин (Ross Jerry Lynn)
13. Руса, Стюард Алън (Roosa Stuart Allen)

## С
1. Сако, Алберт (Sacco Albert Jr.)
2. Съливан, Кетрин Дуайер (Sullivan Kathryn Dwyer)
3. Сега, Роналд Майкъл (Sega Ronald Michael)
4. Седън, Маргарет Реа (Seddon Margaret Rhea)
5. Селърс, Пиърс Джон (Sellers Piers John)
6. Сенкер, Робърт Джоузеф (Cenker Robert Joseph)
7. Сърнън, Юджийн Андрю (Cernan Eugene Andrew)
8. Симони, Чарлс (Simonyi Charles)
9. Сеърфос, Ричард Алън (Searfoss Richard Alan)
10. Скали-Пауър, Пол Дезмънд (Scully-Power Paul Desmond)
11. Скоби, Френсис Ричард (Scobee Francis Richard)
12. Скот, Дейвид Рандолф (Scott David Randolph)
13. Скот, Уинстън Елиът (Scott Winston Elliott)
14. Слейтън, Доналд Кент (Slayton Donald Kent)
15. Смит, Майкъл Джон (Michael John Smith)
16. Смит, Стивън Ли (Smith Steven Lee)
17. Спринг, Шерууд Кларк (Spring Sherwood Clark)
18. Спрингър, Робърт Клайд (Springer Robert Clyde)
19. Стафорд, Томас Патън (Stafford Thomas Patten)
20. Стъркоу, Фредерик Уилфорд (Sturckow Frederick Wilford)
21. Стефанишин-Пайпър, Хайдемари Марта (Stefanyshyn-Piper Heidemarie Martha)
22. Стил-Килрейн, Сюзан Лей (Still-Kilrain Susan Leigh)
23. Стот, Никол Мари Пасоно (Stott Nicole Marie Passonno)
24. Стюарт, Робърт Ли (Stewart Robert Lee)
25. Суигърт, Джон Леонард (Swigert John Leonard)
26. Суонсън, Стивън Рей (Swanson Steven Ray)
27. Сетчър, Робърт Ли (Satcher Robert Lee)

## Т
1. Тагард, Норман Ърл (Thagard Norman Earl)
2. Тани, Даниел Мичио (Tani Daniel Michio)
3. Танър, Джоузеф Ричард (Tanner Joseph Richard)
4. Тито, Денис Антъни (Tito Dennis Anthony)
5. Томас, Доналд Алън (Thomas Donald Alan)
6. Томас, Андрю Сидни Уитиел (Thomas Andrew Sydney Withiel)
7. Торнтън, Кетрин Райън Кордел (Thornton Kathryn Ryan Cordell)
8. Торнтън, Уилям Едгар (Thornton William Edgar)
9. Трин, Юджийн Хау-Чау (Trinh Eugene Huu-Chau)
10. Трули, Ричард Харисън (Truly Richard Harrison)
11. Тю, Пиер Джоузеф (Thuot Pierre Joseph)

## У
1. Уайсмен, Грегъри Райд (Wiseman Gregory Reid)
2. Уайсоф, Питър Джефри Келси (Wisoff Peter Jeffrey Kelsey)
3. Уайт, Едуард Хигинс (White Edward Higgins)
4. Уайтц, Пол Джоузеф (Weitz Paul Joseph)
5. Уилкът, Терънс Вейд (Wilcutt Terrence Wade)
6. Уилмор, Бари Юджийн (Wilmore Barry Eugene)
7. Уилок, Дъглас Хари (Wheelock Douglas Harry)
8. Уилсън, Стефани Дайана (Wilson Stephanie Diana)
9. Уилямс, Джефри Нелс (Williams Jeffrey Nels)
10. Уилямс, Доналд Едуард (Williams Donald Edward)
11. Уилиамс, Сунита Лин (Williams Sunita Lyn)
12. Уитсън, Пеги Енет (Whitson Peggy Annette)
13. Улф, Дейвид Александър (Wolf David Alexander)
14. Уокър, Дейвид Метисън (Walker David Mathison)
15. Уокър, Джоузеф Албърт (Walker Joseph Albert „Joe“)
16. Уокър, Чарлс Дейвид (Walker Charles David)
17. Уокър, Шанън (Walker Shannon)
18. Уолц, Карл Ъруин (Walz Carl Erwin)
19. Уолхайм, Рекс Джоузеф (Wallheim ERex Joseph)
20. Уордън, Алфред Мерил (Worden Alfred Merrill)
21. Уебър, Мери Елен (Weber Mary Ellen)
22. Уитърби, Джеймс Доналд (Wetherbee James Donald)
23. Уонг, Тейлър Ган-Джин (Wang Taylor Gun-Jin)

## Ф
1. Фейбиън, Джон Макрири (Fabian John McCreary)
2. Фергюсън, Кристофър Джон (Ferguson Christopher John)
3. Фетман, Мартин Джоузеф (Fettman Martin Joseph)
4. Филипс, Джон Линч (Phillips John Lynch)
5. Финки, Едуард Майкъл (Fincke Edward Michael)
6. Фишър, Ана Ли (Fisher Anna Lee)
7. Фишър, Уилям Фредерик (Fisher William Frederick)
8. Форд, Кевин Антъни (Ford Kevin Anthony)
9. Форман, Майкъл Джеймс (Foreman Michael James)
10. Форестър, Патрик Греъм (Forrester Patrick Graham)
11. Фосъм, Майкъл Едуард (Fossum Michael Edward)
12. Фоул, Колин Майкъл (Foale Colin Michael)
13. Фрик, Стивън Натаниел (Frick Stephen Nathaniel)
14. Фулертън, Чарлс Гордън (Fullerton Charles Gordon)
15. Фойстъл, Ендрю Джей (Feustel Andrew Jay)

## Х
1. Хайр, Катрин Патриша (Hire Kathrin Patricia)
2. Халсъл, Джеймс Доналд (Halsell James Donald, Jr.)
3. Хърбо, Грегори Джордан (Harbaugh Gregory Jordan)
4. Харис, Бърнърд Антъни (Harris Bernard Anthony)
5. Харт, Тери Джонатан (Hart Terry Jonathan)
6. Хартсфийлд, Хенри Уорън (Hartsfield Henry Warren)
7. Хъсбанд, Рик Дъглас (Husband Rick Douglas)
8. Хопкинс, Майкъл Скот (Hopkins Michael Scott)
9. Хоук, Фредерик Хамилтън (Hauck Frederick Hamilton)
10. Хейз, Фред Уолъс (Haise Fred Wallace)
11. Хелмс, Сюзан Джейн (Helms Susan Jane)
12. Хенице, Карл Гордън (Henize Karl Gordon)
13. Хенън, Томас Джон (Hennen Thomas John)
14. Хенрикс, Терънс Томас (Henricks Terence Thomas)
15. Херингтън, Джон Бенет (Herrington John Bennett)
16. Хърли, Дъглас Джералд (Hurley Douglas Gerald)
17. Хиб, Ричард Джеймс (Hieb Richard James)
18. Хигинботъм, Джоан Елизабет Милър (Higginbotham Joan Elizabeth Miller)
19. Хилмърс, Дейвид Карл (Hilmers David Carl)
20. Хобо, Чарлс Оуен (Hobaugh Charles Owen)
21. Хоровиц, Скот Джей (Horowitz Scott Jay)
22. Хоули, Стивън Алън (Hawley Steven Alan)
23. Хофман, Джефри Алън (Hoffman Jeffrey Alan)
24. Хюз-Фулфорд, Мили Елизабет (Hughes-Fulford Millie Elizabeth)
25. Хем, Кенет Тод (Ham Kenneth Todd)
26. Хемънд, Лойд Блейн (Hammond Lloyd Blaine)

## Ч
1. Чаула, Калпана (Chawla Kalpana)
2. Чанг-Диас, Франклин Рамон (Chang-Diaz Franklin Ramon)
3. Чао, Лерой (Chiao Leroy)
4. Чилтън, Кевин Патрик (Chilton Kevin Patrick)

## Ш
1. Шамитоф, Грегъри Ерол (Chamitoff Gregory Errol)
2. Швейкарт, Ръсел Луис (Schweickart Russel Luis)
3. Шепърд, Алън Бартлет (Shepard Alan Bartlett, Jr.)
4. Шепърд, Уилям Макмайкъл (Shepherd William McMichael) (
5. Шира, Уолтър Марти (Schirra Wolter Marty)
6. Шмит, Харисън Хейгън (Schmitt Harrison Hagan)
7. Шоу, Брюстер Хопкинсън (Show Brewster Hopkinon)
8. Шрайвър, Лорън Джеймс (Shriver Loren James)

## Ъ
1. Ъруин, Джеймс Бенсън (Irwin James Benson)

## Статистика
Към 3 декември 2018 г. 341 астронавти на САЩ са участвали в космически полети. От тях 45 са жени. Към тази дата не са между живите 55 астронавта.